# Байрак (Диканська селищна громада)
Ба́йрак - село в Україні, у Диканській селищній громаді Полтавського району Полтавської області. Населення становить 436 осіб. Орган місцевого самоврядування -  Байрацький старостат

## Географія
Село Байрак знаходиться за 5 км від лівого берега річки Вільхова Говтва, на відстані 0,5 км розташоване село Петренки.
Село складається з 2-х частин, рознесених на 1 км. Поруч з селом протікає пересихаючий струмок з загатою. 
До складу громади також входить село Одарюківка.

## Історія
Назва походить від слова байрак «балка, заросла лісом».
Поселення відоме під назвою 1766: Хутори в урочищі Байрак Соколій; на початку ХІХ століття  дєрєвня  Соколій Байрак (Соколиний Байрак). 
Село, під назвою Бородаївка, вперше згадується в 1859 році.
Ще до 1917 року за проектом К. Мощенка у селі був побудований будинок товариства «Просвіта».
12 червня 2020 року, відповідно до розпорядження Кабінету Міністрів України №721-р «Про визначення адміністративних центрів та затвердження територій територіальних громад Полтавської області», село увійшло до складу Диканська селищна громада
19 липня 2020 року, в результаті адміністративно - територіальної реформи та ліквідації Диканського району, село увійшло до складу новоутвореного Полтавського району

## Економіка
- ПАФ «Подоляка».

## Об'єкти соціальної сфери
- Байрацька ЗОШ І-ІІ ст.[2]
- Будинок культури.
- Лікарня.
- Байрацький ЗДО "ПОДОЛЯНОЧКА"[3]

## Особистості
- Бородай Харитон Архипович (1913–1944) — український поет, журналіст. Літературний псевдонім - Яре́ма Байра́к.
- Ільченко Леонід Харитонович - заслужений майстер народної творчості України.
- Тютюнник Антон Михайлович - український вчений в галузі фізики.
- Задорожній Андрій Миколайович[4](.1976 -16.03.2024) - старший солдат Збройних Сил України,  учасник російсько-Української війни.
- Коркішко Микола[5](11.07.1996 - 03.01.2024) - солдат Збройних Сил України, учасник російсько - української війни.